# 卡斯皮昌市鎮
43°17′N 27°7′E / 43.283°N 27.117°E

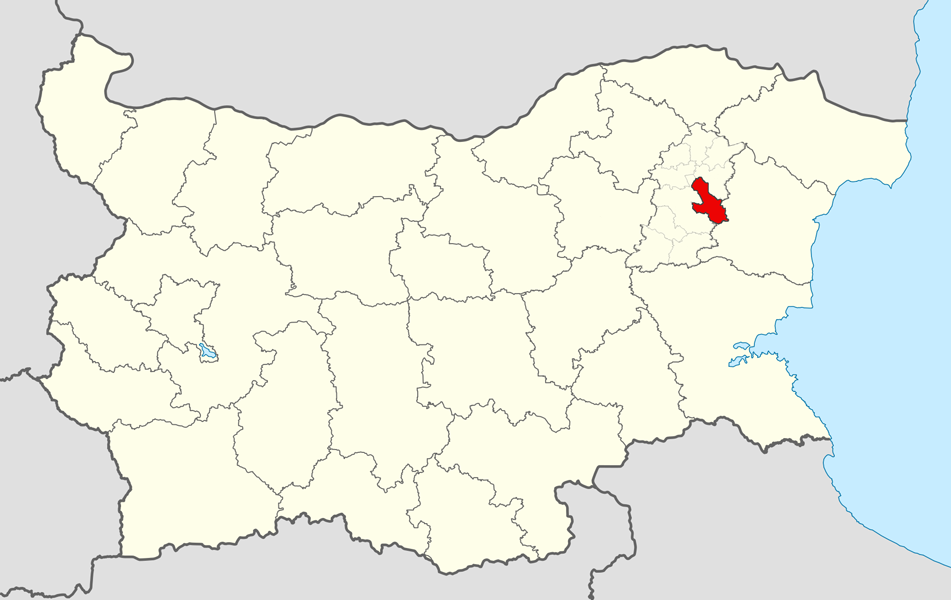

卡斯皮昌市，是保加利亞的城鎮，位於該國東北部，由舒門州負責管轄，首府設於卡斯皮昌，面積279平方公里，2009年人口8,871，人口密度每平方公里31.8人。